# 音樂家唱片
音樂家唱片（Music Plus Limited）是香港唱片公司英皇娛樂的一个厂牌，於2001年創立，為英皇娛樂旗下的子公司，陳奕迅是首位加盟的男歌手，葉佩雯是首位加盟的女歌手，但目前和母公司只剩下標誌的分別，並於2002年正式取消公司註冊。直至2005年正式和英皇娛樂合併。2016年起不再沿用音樂家唱片標誌，旗下歌手仍屬英皇娛樂名下繼續生效。

## 已解約歌手
| 周英杰 （2000年-2002年） 與公司解約             | Swing （2000年-2002年） 已加盟新藝寶唱片  | 陳冠希 （2000年-2005年） 2007年已加盟CMD         | 劉思惠 （2002年-2005年） 與公司解約   |
| 陳奕迅 （2000年-2005年） 2005年已加盟新藝寶唱片 | 3T （2002年-2005年） 解散                 | 葉佩雯 （1997年-2006年） 2006年已加盟Silly Thing | 梁洛施 （2003年-2008年） 與公司解約   |
| 王 傑 （1999年-2009年） 合約到期                | 鄭家維 （2009年-2012年） 合約到期         | 王祖藍 （2008年-2014年） 已加盟手工藝創作        | 鄭嘉穎 （2012年-2014年） 唱片合約到期 |
| Closer （2011年-2014年） 解散                   | 林欣彤 （2011年-2015年） 已加盟手工藝創作 | 鄭希怡 （2002年-2015年） 合約到期，淡出娛樂圈    | 巫啟賢 （2013年-2016年） 唱片合約到期 |
| 周慧敏 （2014年-2016年） 唱片合約到期           | 農 夫 （2014年-2016年） 唱片合約到期      | 林 峯 （2007年-2017年） 唱片合約到期             | 馮允謙 （2012年-2017年） 唱片合約到期 |
| 詹瑞文 （2015年-2017年） 唱片合約到期           | 鍾舒漫 （2007年-2020年）                  | 吳浩康 （2003年-2023年）                         |                                       |